# Кочов, Стоян
Стоян Кочов (макед. Стојан Кочов; 25 декабря 1930, Флорина — 5 января 2023) — северомакедонский историк и публицист.

## Биография
С 1946 по 1949 годы воевал в рядах Демократической армии Греции во время гражданской войны в стране, тогда же принимал участие в деятельности Народно-освободительного фронта — союзной ДАГ партизанской организации этнических македонцев в Греции.
После поражения в гражданской войне Кочов, в числе других бойцов ДАГ, эвакуирован в Советский Союз, где жил с 1950 по 1957 годы. 
В 1957 году, после восстановления дружественных отношений между СССР и СФРЮ, эмигрировал в С. Р. Македонию.
Умер 5 января 2023 года.
Стоян Кочов — один из самых активных исследователей участия македонцев в гражданской войне в Греции и опубликовал по этому вопросу несколько работ, как то:
- Идеолошкиот активизам над Македонците под Грција.
- Ѓорѓи Пејков — Македонскиот воин низ историјата на ДАГ (1945—1949).
- Мртвото лице на војната.
- Средба.
- Една мртва војска.